# Adolf G. Coenenberg
Adolf Gerhard Coenenberg (* 8. Oktober 1938 in Düsseldorf; † 29. Dezember 2024) war ein deutscher Ökonom, Steuerberater (StB) und Ordinarius für Betriebswirtschaftslehre (BWL), insbesondere Wirtschaftsprüfung und Controlling an der Wirtschaftswissenschaftlichen Fakultät der Universität Augsburg.

## Leben
Adolf G. Coenenberg studierte Betriebswirtschaftslehre in Berlin und an der Universität zu Köln. Er erreichte dort den Abschluss Diplom-Kaufmann (Dipl.-Kfm.).
Von 1963 bis 1968 war Adolf G. Coenenberg als Wissenschaftlicher Assistent bei Hans Münstermann in Köln beschäftigt. 1966 erlangte er die Promotion zum Dr. rer. pol. mit der Arbeit Die Kommunikation in der Unternehmung.
1970 schloss Adolf G. Coenenberg seine Habilitation für das Fach Betriebswirtschaftslehre mit der Schrift Unternehmensexterne Jahresabschlussinformationen. Theoretische und empirische Untersuchungen zum Informationswert des Jahresabschlusses an der Universität zu Köln ab.
Anschließend war er kurz Professor in Köln.
Adolf G. Coenenberg wurde im September 1970 an die Universität Augsburg berufen und im März 1971 zum ordentlichen Universitätsprofessor (C 4) für Betriebswirtschaftslehre ernannt. Er fungierte von 1971 bis 2007 als Inhaber des Lehrstuhls für Wirtschaftsprüfung und Controlling an der Universität Augsburg. Von 1979 bis 1982 agierte Adolf G. Coenenberg zudem als Inhaber des Stiftungslehrstuhls für Unternehmensführung am Universitätsseminar der Wirtschaft, Schloss Gracht.
Er war von 1990 bis 1993 außerdem Wissenschaftlicher Direktor des Universitätsseminars der Wirtschaft, Schloss Gracht. Von 1999 bis 2002 hatte Adolf G. Coenenberg weiterhin eine Anstellung als Gründungsdekan an der Fakultät für Wirtschaftswissenschaften der Technischen Universität München.
Des Weiteren war er von 1975 bis 1996 Gastprofessor an verschiedenen Universitäten in Großbritannien, Japan, Österreich, Australien und den Vereinigten Staaten von Amerika (USA).
Zu seinen Schülern zählten Thomas M. Fischer (Universität Erlangen-Nürnberg), Thomas Günther (TU Dresden), Axel Haller (Universität Regensburg), Wolfgang Schultze (Universität Augsburg) und Kai-Uwe Marten (Universität Ulm).
Ab Oktober 2007 war Adolf G. Coenenberg Emeritus an der Wirtschaftswissenschaftlichen Fakultät der Universität Augsburg.
Er fungierte von 1993 bis 1998 als Vizepräsident der International Association for Accounting Education and Research und von 1998 bis 2005 als Vizepräsident der Schmalenbach-Gesellschaft für Betriebswirtschaft e. V. (SG).
Adolf G. Coenenberg war weiterhin in der beruflichen Praxis als Partner der Wirtschaftsprüfungsgesellschaft „Sonntag & Partner“ in Augsburg tätig.
Zu seinen Hobbys zählte das Golfspielen.
Er starb am 29. Dezember 2024.

## Forschungsschwerpunkte
Adolf G. Coenenbergs Forschungsschwerpunkte waren insbesondere die Empirische Bilanzforschung, das Betriebswirtschaftliche Prüfungswesen, die Internationalisierung der Rechnungslegung, die Unternehmensbewertung und das Controlling.
Im Jahre 2003 zählten über 170 Veröffentlichungen zu seinen Schriften.
Adolf G. Coenenbergs Fach- und Lehrbuch Jahresabschluss und Jahresabschlussanalyse wurde 1974 zum ersten Mal veröffentlicht, ist mittlerweile im Jahr 2018 in der 25. Auflage erschienen und zählt seit Jahren zu den Standardwerken auf diesem Gebiet.

## Praktische Erfahrungen
Adolf G. Coenenberg konnte vor und während des Studiums praktische Erfahrungen in Industrieunternehmen und Wirtschaftsprüfungsgesellschaften sammeln.
Ferner zählten zu seinen praktischen Tätigkeiten die Mitgliedschaft im Aufsichtsrat der Carl Zeiss AG als Vorsitzender des Prüfungsausschusses sowie der Vorsitz im Beirat der Forum Media Group, Merching. Er war außerdem Mitglied des Aufsichtsrats der Böwe Systec AG.
Adolf G. Coenenberg betätigte sich des Weiteren als Managementtrainer und Dozent in unterschiedlichen Institutionen und Unternehmen.
Zum Verhältnis von Theorie und Praxis hat er sich folgendermaßen geäußert: „Gemeinhin heißt es, nichts sei besser für die Praxis, als eine gute Theorie. Aus meiner Sicht ist umgekehrt aber auch nichts wichtiger für die Theorie, als ihre Bewährung in der Praxis.“ Das kann als eine Absage an den „Elfenbeinturm der Wissenschaft“ verstanden werden.

## Auszeichnungen
Adolf G. Coenenberg hat im Laufe der Zeit eine Reihe von Auszeichnungen erhalten:
- 1987: Distinguished Visiting Lecturer (American Accounting Association)
- 1997: Distinguished Visiting Lecturer (British Accounting Association)
- 1998: Dr. rer. pol. h. c. (Technische Universität Dresden)
- 1999: Dr. Kausch-Preis (Universität St. Gallen, Schweiz)
- 2003: Dr. oec. h. c. (Technische Universität München)
- 2004: Paul Julius Reuter Innovation Award (Universität Siegen)
- 2009: Honorarprofessor (EBS Universität für Wirtschaft und Recht)

## Mitgliedschaften
- American Accounting Association
- European Accounting Association
- International Association for Accounting Education and Research (Vizepräsident von 1993 bis 1998)
- Schmalenbach-Gesellschaft für Betriebswirtschaft (Vizepräsident von 1998 bis 2005)
- Verein der Socialpolitik
- Verband der Hochschullehrerinnen und Hochschullehrer für Betriebswirtschaft

## Schriften (Auswahl)
- Die Kommunikation in der Unternehmung (= Betriebswirtschaftliche Beiträge. Band 9). Betriebswirtschaftlicher Verlag Gabler, Wiesbaden 1966, DNB 456285482.
- mit Wolfgang Ballwieser und Klaus von Wysocki (Hrsg.): Handwörterbuch der Rechnungslegung und Prüfung. Unter Mitarbeit von zahlreichen Fachgelehrten und Experten aus Wissenschaft und Praxis (= Enzyklopädie der Betriebswirtschaftslehre. Band 8). 3., überarbeitete und erweiterte Auflage. Schäffer-Poeschel, Stuttgart 2002, ISBN 3-7910-8046-6.
- mit Walther Busse von Colbe, Peter Kajüter, Ulrich Linnhoff und Bernhard Pellens (Hrsg.): Betriebswirtschaft für Führungskräfte. Eine Einführung für Ingenieure, Naturwissenschaftler, Juristen und Geisteswissenschaftler. 4., überarbeitete und erweiterte Auflage. Schäffer-Poeschel, Stuttgart 2011, ISBN 978-3-7910-3087-6.
- mit Heinz-Georg Baum und Thomas Günther: Strategisches Controlling. 5., grundlegend neu bearbeitete und erweiterte Auflage. Schäffer-Poeschel, Stuttgart 2013, ISBN 978-3-7910-2971-9.
- mit Thomas M. Fischer und Thomas Günther: Kostenrechnung und Kostenanalyse. 9., überarbeitete Auflage. Schäffer-Poeschel, Stuttgart 2016, ISBN 978-3-7910-3612-0.
- mit Axel Haller, Gerhard Mattner, Wolfgang Schultze: Einführung in das Rechnungswesen. Grundlagen der Buchführung und Bilanzierung. 7., überarbeitete und erweiterte Auflage. Schäffer-Poeschel, Stuttgart 2018, ISBN 978-3-7910-4115-5.
- mit Axel Haller und Wolfgang Schultze: Jahresabschluss und Jahresabschlussanalyse. Betriebswirtschaftliche, handelsrechtliche, steuerrechtliche und internationale Grundlagen – HGB, IAS/IFRS, US-GAAP, DRS. 25., überarbeitete Auflage. Schäffer-Poeschel, Stuttgart 2018, ISBN 978-3-7910-4112-4.
- mit Axel Haller und Wolfgang Schultze: Jahresabschluss und Jahresabschlussanalyse. Aufgaben und Lösungen. 17., überarbeitete Auflage. Schäffer-Poeschel, Stuttgart 2018, ISBN 978-3-7910-4124-7.
- mit Günter Bamberg und Michael Krapp: Betriebswirtschaftliche Entscheidungslehre (= Vahlens Kurzlehrbücher). 15., überarbeitete Auflage. Vahlen, München 2012, ISBN 978-3-8006-4518-3.